# Johann Leonhard Graff
Johann Leonhard Graff (* 6. Oktober 1668 in Nürnberg; † 30. September 1729 ebenda) war ein deutscher Mathematiker.

## Leben
Johann Leonhard Graff widmete sich dem Lehrfach und trieb mit besonderer Vorliebe Mathematik. Seine erste Anstellung am Hof zu Ansbach als Schreib- und Rechenlehrer gab er bald auf, da sich für ihn bessere Aussichten in seiner Vaterstadt eröffneten. Er wurde hier Land- und Feldmesser, dann kaiserlicher Notar und zuletzt Registrator und Gegenschreiber beim Landalmosenamt in Nürnberg. In der Kunstrechnungs-lieb- und übenden Sozietät seiner Vaterstadt führte er den Namen Der Geflissene.
Graffs kaufmännisches Rechenbuch (Nürnbergische Vorratskammer kaufmännischer, zu Land und Wasser üblicher, auch sonsten im gemeinen Leben hier und da bei jetzigen Zeiten vorkommenden Rechnungen, Nürnberg 1714) ist verständig gearbeitet und war lange Zeit ein beliebtes Handbuch.